# Alekséi Aleliujin
Alekséi Vasílievich Aleliujin (en ruso: Алексе́й Васи́льевич Алелю́хин; Késova Gorá, 30 de marzo de 1920 - Moscú, 29 de octubre de 1990) fue un as de la aviación soviético y dos veces Héroe de la Unión Soviética que combatió en las filas de la Fuerza Aérea Soviética durante la Segunda Guerra Mundial. Durante la guerra, Aleliujin derribó al menos veintiocho aviones enemigos. Sirvió en el 9.º Regimiento de Aviación de Cazas de la Guardia y ocupó una serie de puestos de mando después de la guerra, retirándose con el rango de mayor general en 1985. También voló durante la guerra de Corea.

## Biografía

### Infancia y juventud
Alekséi Aleliujin nació el 30 de marzo de 1920 en la pequeña localidad rural de Késova Gorá en la gobernación de Tver —en esa época situada en la RSFS de Rusia, actualmente ubicado en el óblast de Tver en Rusia—. Su familia se mudó a Moscú a principios de la década de 1930, donde, en 1936, se graduó de siete grados en la escuela primaria, luego trabajó en la fábrica Kantsprom de Moscú. Se graduó en el club de vuelo Oktyabrsky de la capital moscovita en 1938.
En diciembre de ese mismo año, fue reclutado por el Ejército Rojo. En 1939, se graduó en la Escuela de Pilotos de la Fuerza Aérea de Borisoglebsk y el 5 de noviembre fue ascendió a subteniente. Después fue destinado al 69.º Regimiento de Aviación de Caza del Distrito Militar de Odesa.
Proporcionó cobertura aérea durante la ocupación soviética de Besarabia y el norte de Bucovina durante junio y julio de 1940, todavía con el 69.º Regimiento de Aviación de Cazas. El regimiento estaba equipado con cazas Polikarpov I-16.

### Segunda Guerra Mundial
El 22 de junio de 1941, Alemania invadió la Unión Soviética en la operación Barbarroja. Besarabia se encontraba ahora en primera línea, y Aleliujin luchó en la defensa de Besarabia. Desde principios de agosto, voló con el regimiento en el asedio de Odesa. El 2 de septiembre, resultó levemente herido por metralla en la espalda y el brazo. El 8 de septiembre fue ascendido a teniente y unos días después, el 5 de noviembre, recibió su primera Orden de la Bandera Roja. Durante el otoño, el regimiento recibió cazas Lavochkin-Gorbunov-Gudkov LaGG-3.
En marzo de 1942, el regimiento se convirtió en el 9.º Regimiento de Aviación de Cazas de la Guardia por su buen desempeño en combate. El 30 de julio, resultó herido por metralla en la espalda y el brazo. A finales de 1942 el regimiento participaron en misiones de combate durante la batalla de Stalingrado. Lideró seis LaGG-3 en un ataque contra diez Bf 109 y derribó uno el 10 de agosto. Semanas después, mientras volaba solo  fue atacado por cuatro Bf 109. Eludió seis Bf 109 que lo seguían de cerca y escapó lanzándose en picado hasta la copa de los árboles. Durante este combate, derribó uno de los cazas alemanes. El 19 de octubre, fue ascendido a teniente primero. El regimiento fue reequipado con cazas Yakovlev Yak-1 por aquella época. Aleliujin se convirtió en comandante del 1.er Escuadrón del regimiento. Pintó de rojo las hélices de su escuadrón, una práctica que pronto adoptó el resto del regimiento. Luego luchó en la batalla de Rostov a principios de 1943.
Fue ascendido a capitán el 22 de marzo de 1943. En junio, resultó levemente herido por metralla en la cabeza. Durante agosto de 1943, el regimiento recibió aviones de fabricación estadounidenses Bell P-39 Airacobra, en los que Aleliujin conseguiría al menos diecisiete victorias. Durante agosto y septiembre, luchó en la Ofensiva Estratégica del Dombás. El 24 de agosto, recibió el título de Héroe de la Unión Soviética y la Orden de Lenin por realizar 265 salidas de combate y derribar once aviones enemigos en 65 combates aéreos. En septiembre y octubre, luchó en la batalla del Dniéper. El 1 de noviembre, volvió a recibir el título de Héroe de la Unión Soviética por realizar 410 salidas, participar en 114 combates aéreos y derribar veintiséis aviones enemigos.
El 25 de marzo de 1944, fue ascendido a mayor. De abril a mayo de 1944, luchó en la ofensiva de Crimea. El 5 de mayo, derribó un Fw 190 sobre Crimea, pero en el combate su avión resultó dañado, por lo que se vio obligado a saltar en paracaídas. Aterrizó en tierra de nadie y fue rescatado por las tropas soviéticas que avanzaban. Tras la expulsión de las tropas del Eje de Crimea, el regimiento se trasladó al aeropuerto Chkalovsky, en los alrededores de Moscú, para recibir entrenamiento en el nuevo caza Lavochkin La-7. En julio, se convirtió en comandante adjunto del regimiento. El regimiento regresó al frente en octubre y Aleliujin luchó en la Operación Gumbinnen poco después.
En enero de 1945, luchó en la batalla de Königsberg. El 27 de marzo, reclamó el derribo de dos Fw 190 sobre el mar Báltico al oeste de Pillau. Tras la caída de Königsberg y la posterior ofensiva de Samland en abril, el regimiento fue transferido para luchar en la batalla de Berlín. El 19 de abril, derribó un Fw 190 sobre Berlín. Según George Mellinger, Aleliujin había derribado cuarenta aviones enemigos en solitario y se había adjudicado diecisiete victorias aéreas compartidas al final de la guerra. También había realizado 601 salidas de combate. Esto lo convertiría en el piloto con el mayor número de victorias aéreas del 9.º Regimiento de Aviación de Cazas de la Guardia y en el decimoquinto as de la aviación soviética con mayor puntuación de la guerra. Sin embargo, Mijaíll Bikov cita pruebas de una cifra inferior de 28 victorias.

### Posguerra
El 13 de abril de 1948, Aleliujin fue ascendido a teniente coronel. En noviembre de 1948, se graduó en la Academia Militar Frunze. En marzo de 1950, se convirtió en subcomandante de la 151.ª División de Aviación de Cazas de la Guardia. En julio, fue enviado con la división a China, donde se integró en el 64.º Cuerpo de Aviación de Cazas y luchó en la guerra de Corea. El 20 de octubre de 1950, fue ascendido a coronel. En noviembre, se convirtió en comandante de la 28.ª División de Aviación de Caza, perteneciente al mismo cuerpo. En diciembre de 1951, la división abandonó China y se trasladó al Distrito de Defensa Aérea de Bakú. En marzo de 1952, asumió la jefatura del departamento de servicios de vuelo del Jefe de Estado Mayor de la Fuerza Aérea Soviética, cargo que ocupó hasta noviembre. Posteriormente, en 1954, se graduó en la Academia Militar del Estado Mayor de las Fuerzas Armadas de la URSS.
Posteriormente, asumió el puesto de subdirector del Departamento de Aviación de Caza y Tácticas de Defensa Aérea de la Academia Militar de la Fuerza Aérea. En 1956, asumió el cargo de subdirector del Departamento de Métodos de Entrenamiento de Combate de la misma academia. En 1961, fue transferido al puesto de jefe de Estado Mayor de la 95.ª División de Aviación de Caza y de Shchuchyn. En 1963, fue nuevamente transferido en este caso al puesto de jefe de Estado Mayor de Inteligencia de la Aviación del Distrito Militar de Moscú.
Entre 1970 y 1974, fue subjefe del Estado Mayor del 26.º Ejército Aéreo en Minsk. El 8 de noviembre de 1971, fue ascendido a mayor general. Desde 1974, fue subjefe del Estado Mayor del Distrito Militar de Moscú en la sección de aeronaves de exhibición. Entre 1980 y 1985, fue subjefe del Estado Mayor de la aviación del Distrito Militar de Moscú.
Se jubiló en agosto de 1985 y fijó su residencia en Moscú donde falleció el 29 de octubre de 1990. Fue enterrado en el cementerio Novodévichi de la capital moscovita.

## Condecoraciones
A lo largo de su carrera militar Aleliujin fue galardonado con las siguientes condecoraciones
|  | Héroe de la Unión Soviética, dos veces (n.º 1135; 24 de agosto de 1943 y n.º 17; 1 de noviembre de 1943) |
|  | Orden de Lenin, dos veces (10 de febrero de 1942 y 24 de agosto de 1943)                                 |
|  | Orden de la Bandera Roja, tres veces (5 de noviembre de 1941, 1 de agosto de 1943 y 20 de abril de 1945) |
|  | Orden de Suvórov de 3.er grado (8 de octubre de 1943)                                                    |
|  | Orden de Alejandro Nevski (14 de julio de 1943)                                                          |
|  | Orden de la Guerra Patria de 1.er grado (11 de marzo de 1985)                                            |
|  | Orden de la Bandera Roja del Trabajo (22 de febrero de 1968)                                             |
|  | Orden de la Estrella Roja, dos veces (22 de septiembre de 1942 y 30 de abril de 1954)                    |
|  | Orden del Servicio a la Patria en las Fuerzas Armadas de la URSS de 3.er grado (30 de abril de 1975)     |
|  | Medalla por el Servicio de Combate (15 de noviembre de 1950)                                             |
|  | Medalla por la Defensa de Stalingrado (1942)                                                             |
|  | Medalla por la Defensa de Odesa                                                                          |
|  | Medalla por la Victoria sobre Alemania en la Gran Guerra Patria 1941-1945 (1945)                         |
|  | Medalla Conmemorativa por el Centenario del Natalicio de Lenin «Al valor militar»                        |
|  | Medalla Conmemorativa del 20.º Aniversario de la Victoria en la Gran Guerra Patria de 1941-1945 (1965)   |
|  | Medalla Conmemorativa del 30.º Aniversario de la Victoria en la Gran Guerra Patria de 1941-1945 (1975)   |
|  | Medalla Conmemorativa del 40.º Aniversario de la Victoria en la Gran Guerra Patria de 1941-1945 (1985)   |
|  | Medalla por la Conquista de Berlín (1945)                                                                |
|  | Medalla de Veterano de las Fuerzas Armadas de la URSS                                                    |
|  | Medalla del 30.º Aniversario de las Fuerzas Armadas de la URSS                                           |
|  | Medalla del 40.º Aniversario de las Fuerzas Armadas de la URSS                                           |
|  | Medalla del 50.º Aniversario de las Fuerzas Armadas de la URSS                                           |
|  | Medalla del 60.º Aniversario de las Fuerzas Armadas de la URSS                                           |
|  | Medalla del 70.º Aniversario de las Fuerzas Armadas de la URSS                                           |
|  | Medalla por Servicio Impecable de 1.er grado                                                             |

## Véanse también
- Ases de la Segunda Guerra Mundial de la Unión Soviética
- Galardonados dos veces con el título de Héroe de la Unión Soviética